# احمد بوعذار
احمد بوعذار (زاده ۱ فروردین ۱۳۶۷) یکی از بازیکنان فوتبال ایران است. این بازیکن در طول در دوران حضورش، در تیم‌های مختلفی از ‌جمله استقلال اهواز مشارکت داشته‌است.